# Gastão Hofstetter
Gastão Hofstetter (Porto Alegre, 1917 – 1986) foi um pintor, gravurista e ilustrador gaúcho.
Autodidata, fez parte do grupo de ilustradores que trabalhou na extinta Revista do Globo. Participou do Clube de Gravura de Porto Alegre e foi um dos fundadores da Associação Francisco Lisboa e do Museu de Arte Moderna de Goiânia. 
Ainda muito jovem, teve obra exposta na mostra do Centenário da Revolução Farroupilha. Sua primeira individual aconteceu em 1950. Em 1954, junto com outros artistas do Clube de Gravura, recebeu o Prêmio Mundial da Paz Pablo Picasso, em Viena. Sua temática principal é a paisagem urbana, quase sempre de Porto Alegre. Tem obras no Museu de Arte Contemporânea da Universidade de São Paulo e no MARGS, e em museus da Argentina e Uruguai.